# 각색
각색(腳色, 영어: adaptation)은 한 작품을 한 매체에서 다른 매체로 옮겨서 고쳐쓰는 일을 말한다.
그 중 일반적인 예는 다음과 같다:
- 영화화: 다른 작품의 이야기를 영화로 채택하는 일
- 문학화: 문헌의 이야기를 다른 작품으로 채택하는 일
- 연극화: 다른 작품의 이야기를 연극으로 채택하는 일

윤색(潤色, 영어: embellishment)은 각색의 한 장르 가운데에 본디 내용보다 과장되게 꾸미거나 첨가하는 것을 의미한다.

## 같이 보기
- 번안
- 상호텍스트성